# Мортенсен, Карин
Карин Орной Мортенсен (дат. Karin Ørnhøj Mortensen; род. 26 сентября 1977, Орхус) — датская гандболистка, вратарь клуба ФИФ и сборной Дании, двукратная олимпийская чемпионка (2000 и 2004 годы), чемпионка Европы 2002 года.

## Карьера

### Клубная
Воспитанница школы клуба ВРИ, начинала там свою карьеру. До 2002 года играла за команду «Хорсенс», в 2002 году перешла в «Икаст-Бординг Элит» (ныне «Миттдьюланд»). В составе клуба дошла до финала чемпионата Дании 2003 года, где её клуб проиграл команде «Слагельсе». В 2006 году перешла в состав «Орхуса», летом 2010 года перешла в состав клуба ФИФ. По окончании сезона объявила о завершении карьеры.

### В сборной
Карин сыграла 233 игры и забила четыре гола. Дважды выиграла Олимпийские игры в 2000 и 2004 годах, участвовала также в Олимпиаде в Лондоне. Чемпионка Европы 2002 года, серебряный призёр чемпионата Европы 2004 года. Вместе с командой заняла 5-е место в 2009 году на первенстве мира в Китае и в 2011 году на последующем чемпионате мира в Бразилии. Из сборной ушла в сентябре 2012 года.